# Фагрскина
Fagrskinna (произнася се Фагрскина, в превод „Красивата кожа“) е исландска средновековна кралска сага, написана ок. 1220 г. Сагата разказва за историята на Норвегия в периода от 9 до 12 в. и е източникът за написването на по-късната Хеймскрингла на Снори Стурлусон. Сагата описва управлението на норвежките крале започвайки от Халвдан Черния и стигайки до Магнус V като отделя голямо внимание на сраженията. В „Красивата кожа“ са застъпени устните традиции на преданията и по-конкретно поезията на скалдите.
Името си Красивата кожа сагата получава заради един от ръкописите, съдържащ препис на сагата. Оригиналът бил унищожен при пожар, но били съхранени преписи.